# Nijefurd
Nijefurd est une ancienne commune néerlandaise, dans la province de la Frise. Son chef-lieu était la ville de Workum.

## Géographie
La commune était située à l'extrémité sud-ouest de la province de Frise, au bord de l'IJsselmeer.

## Histoire
La commune est créée le 1er janvier 1984 par le regroupement des anciennes communes d'Hindeloopen, Stavoren et Workum et d'une partie de l'ancienne commune d'Hemelumer Oldeferd.
Le 1er janvier 2011, la commune est supprimée et regroupée avec les communes de Bolsward, Sneek, Wûnseradiel et Wymbritseradiel pour former la nouvelle commune de Súdwest Fryslân.